# Movimento Nazionale Bulgaro
L'Organizzazione Rivoluzionaria Interna Macedone - Movimento Nazionale Bulgaro (in bulgaro: Вътрешна Македонска Революционна Организация - Българско Национално Движение - ВМРО-БНД, Vatreschna Makedonska Revoljuzionna Organizacija - Balgarsko Natsionalno Dvizhenie - VMRO-BND) o, più semplicemente, Movimento Nazionale Bulgaro, è un partito politico bulgaro ultranazionalista fondato nel 1999, costituitosi nel 1991 come associazione culturale.
Il suo leader è lo storico Krasimir Karakachanov.
Il partito ha partecipato al governo Borisov III.

## Ideologia e posizioni
VMRO-BND si definisce come un partito conservatore e patriottico fondato sul nazionalismo moderno. Si descrive come "movimento nazionale pan-bulgaro" che persegue "l'unità spirituale della nazione bulgara". Fortemente nazionalista e vicino alla Chiesa ortodossa bulgara, dichiara di continuare la missione dell'Organizzazione Rivoluzionaria Interna Macedone e di puntare al riconoscimento dell'identità bulgara della maggioranza della popolazione della Macedonia del Nord.
Il partito è fortemente conservatore e contrario ai matrimoni tra persone dello stesso sesso; propone di modificare la costituzione bulgara affinché in futuro non possano essere emanate leggi a favore di questi. Il partito si è espresso contro la teoria del gender e ha sostenuto teorie cospirazioniste su George Soros. Ha proposto la leva obbligatoria per i cittadini maschili.
VMRO-BND ha espresso opinioni anti-rom. Si oppone all'Islam in Bulgaria, chiedendo al governo di "mettere fine ai suoni di terrore provenienti dai minareti".

## Risultati elettorali
| Elezione                   | Voti               | %                  | Seggi              |
| -------------------------- | ------------------ | ------------------ | ------------------ |
| Parlamentari 2001          | 165.927            | 3,63               | 0 / 240            |
| Parlamentari 2005          | 189.268            | 5,19               | 13 / 240           |
| Europee 2007               | N.D.               | N.D.               | N.D.               |
| Europee 2009               | 57.931             | 2,25               | 0 / 17             |
| Parlamentari 2009          | N.D.               | N.D.               | N.D.               |
| Parlamentari 2013          | 66.803             | 1,89               | 0 / 240            |
| Europee 2014               | 238.629            | 10,66              | 2 / 17             |
| Parlamentari 2014          | 239.101            | 7,28               | 19 / 240           |
| Parlamentari 2017          | 318.513            | 9,31               | 27 / 240           |
| Europee 2019               | 143.830            | 7,14               | 2 / 17             |
| Parlamentari aprile 2021   | 116.434            | 3,64               | 0 / 240            |
| Parlamentari luglio 2021   | 85.796             | 3,14               | 0 / 240            |
| Parlamentari novembre 2021 | 28.322             | 1,07               | 0 / 240            |
| Parlamentari 2022          | 20.177             | 0,78               | 0 / 240            |
| Parlamentari 2023          | Non ha partecipato | Non ha partecipato | Non ha partecipato |